# Vačskij rajon
Il Vačskij raion (in russo Вачский район?) è un rajon dell'Oblast' di Nižnij Novgorod, nella Russia europea; il capoluogo è Vača.